# John Noble Barlow
Pour les articles homonymes, voir John Barlow et Barlow.

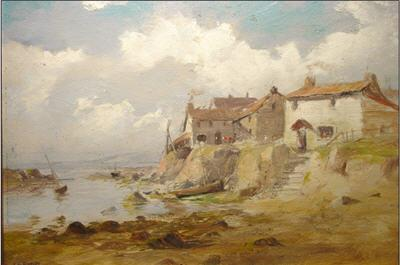
Fishing Cottages, Lamorna Valley, Penwith Peninsula, Cornwall

John Noble Barlow, né à Manchester en 1861 et mort le 24 mars 1917 à Penzance, est un peintre américain de scènes maritimes et de paysages.

## Biographie
Élève de l'Académie Julian à Paris puis de Jules Joseph Lefebvre, Paul Delance et Jean-Joseph Benjamin-Constant, il voyage en Belgique, aux Pays-Bas et à New York où il émigre définitivement et dont il obtient la nationalité en 1887. 
Vivant à Providence (Rhode Island), il revient en Europe en 1889. Il expose à l'Académie américaine de design et à l'Art Institute of Chicago. Il se marie à Londres en 1891 à Marie Elizabeth Johnson, une citoyenne américaine et s'installe en 1892 à St Ives (Cornouailles). 
En 1896, il est élu à la Royal Society of British Artists puis en 1916 à la Royal Institute of Oil Painters. Il reçoit en 1899 une médaille de 3e classe au Salon des artistes français et participe à l'Exposition universelle de 1900. 